# 南城站 (江西省)
南城站位于中华人民共和国江西省抚州市南城县建昌镇义仓村八字门村小组（环城路以西300米左右），是昌福线上的一个铁路客、货运四等站。

## 历史
2007年11月24日向莆铁路江西段开工，确认沿线设置南城站。
2010年12月向莆铁路铺轨至南城站，2011年6月18日南城站开工。
2013年5月站前东路投入使用
2013年9月26日与昌福铁路一同启用。

## 车站结构

### 站房
南城站站房型式为线侧平式，高18.4米，总建筑面积3494平方米。车站站房主体一层、局部二层。

### 站场
| 站房 | 售票区   | 售票处                     |
| 站房 | 候车室   | 进站口、安检、便利店、餐厅 |
| 站房 | 候车室   | 候车区、检票口、进站通道   |
| 站房 | 出站口   | 出站闸机                   |
| 站台 | 侧式站台 | 侧式站台                   |
| 站台 | 1站台    | 昌福线往福州方向（南丰）   |
| 站台 | 正线     | 昌福线下行列车通过线       |
| 站台 | 正线     | 昌福线上行列车通过线       |
| 站台 | 2站台    | 昌福线往南昌西方向（腾桥） |
| 站台 | 岛式站台 |                            |
| 站台 | 3站台    | 昌福线往南昌西方向（腾桥） |

## 车站交通

### 公交
- 6路：火车站——河东工业园[9]
- 8路：规划中[10]